# 東大西洋灘 (紐約州)
東大西洋灘（英語：East Atlantic Beach）是位於美國紐約州拿騷縣的普查規定居民點。

## 人口
根據2020年美國人口普查的數據，東大西洋灘的面積為1.77平方千米，當中陸地面積為0.81平方千米，而水域面積為0.96平方千米。當地共有人口2101人，而人口密度為每平方千米1,187.01人。